# Mlakovac
Mlakovac is een plaats in de gemeente Krnjak in de Kroatische provincie Karlovac. De plaats telt 129 inwoners (2001).